# Zoran Kuntić
Zoran Kuntić (Subotica, 23. ožujka 1967.) je srbijanski nogometaš, iz Subotice, Vojvodina, Srbija. Igra na mjestu napadača. Rodom je Hrvat.
Od 1984. do 1993. je igrao u vojvođanskim klubovima. 7 godina je igrao za subotički Spartak. 1989./1990. nije igrao, 1990./1991. je u 24 utakmice dao 11 golova.
Ljeta 1991. je prešao u Vojvodinu u kojoj je ostao jednu i pol sezonu, nakon koje se u zimskom prijelaznom roku vratio u Suboticu, ostavši u Spartaku do ljeta 1993. godine. Tad odlazi u daleku Južnu Koreju, u POSCO Atoms (današnji Pohang Steelers), za koje igra pola sezone. Ljeta 1994. se vraća u Europu. Odlazi u Mađarsku u Kecskeméti TE u kojem ostaje jesenski dio sezone. Proljetni dio sezone 1995. igra u Fehervar Parmalatu. Sezonu 1995./1996. je proveo u mađarskom velikanu Ferencvárosu s kojim je igrao u Ligi prvaka. Proslavio se kljkučnim pogotkom protiv Anderlechta u Bruxellesu za 0:1, kojim je nakon 1:1 u Budimpešti Ferencvaros prošao u sljedeći natjecateljski krug. Nakon tri godine igranja u Mađarskoj, Kuntić odlazi u Cipar, u AEK iz Larnace, u kojem opet ostaje samo jednu sezonu. Ljeta 1997. se vraća u Mađarsku, u budimpeštanski Vasas, za kojega igra jednu sezonu. Naposljetku ljeta 1998. je otišao u još jedan mađarski klub, Videoton FC, za kojeg je igrao 1998./1999. 1999./2000. je igrao za subotički Spartak, postigavši jedan pogodak.
Sezonu 2004./2005. je proveo u mađarskom niželigašu Bodajku.
2005./2006. je bio u mađarskom Diósgyőri VTK. 10 utakmica je zajedno s Jánosem Pajkosem vodio klub.
Travnja 2007. je vodio Ferencvárosa, naslijedivši Imru Gelleija, preuzevši klub u 21. kolu. Iste sezone je njegovo mjesto na klupi preuzeo János Csank.
Godine 2008. je postao sportski direktor nogometnog kluba Zlatibor Voda iz Subotice. Jeseni 2009. je izabran za trenera Hajduka iz Kule.